# Folkungaskolan
Folkungaskolan är en kommunal skola i Linköping, grundad den 8 september 1914.  Byggnaden ritades av arkitekten Axel Brunskog och färdigställdes 1914. Idag fungerar skolan som både mellanstadie- högstadie- och gymnasieskola. 

## Historia
När skolan invigdes kallades skolan då för Birger Jarlsskolan, tills några år senare, då skolan bytte namn till Folkungaskolan. Folkungaskolan var en kommunal grundskola fram tills 1992, då verksamheten lades ner tillfälligt. Lokalerna renoverades, samt en aula byggdes till på baksidan av huvudbyggnaden, varefter skolan öppnades igen hösten 1994 med dagens förhållanden. Närvarande vid skolans återinvigning 1994, var bland annat dåvarande skolministern Beatrice Ask. Gymnasieverksamheten flyttades från S:t Lars Skola vars lokaler delvis revs och delvis byggdes om till bostäder.
Utöver huvudbyggnaden finns även en skolmatsal och diverse mindre byggnader, bland annat en envånings trähuslänga där lågstadieklassrum tidigare hystes. Inför höstterminen 2010 stod en idrottshall färdig som varit efterlängtad länge av både elever och lärare. Innan idrottshallen fanns här en grusplan och ett mindre grönområde.
År 2017 gjorde man en ny utbyggnad med ett nytt hus på 3000 kvm fördelat på tre våningar. På våning 2 finns det en fem meter lång gångbro till huvudbyggnaden. I huset finns lektionssalar anpassade för musik samt hem- och konsumentkunskap. Musiksalarna är byggda för att ha så bra akustik som möjligt. Byggnaden invigdes hösten 2017. Utbyggnaden genomfördes bland annat för att kunna expandera antalet klasser och inriktningar, samt för att kunna få plats med de elever som placerades på skolan på grund av att Nya Rydsskolans högstadium lades ner 2016 och majoriteten av elever inte aktivt valde en annan skola.
Folkungaskolan tilldelades år 1999 utmärkelsen Svensk Skola av kommunförbundet.

## Grundskola
Folkungaskolans grundskola erbjuder följande inriktningar:
- Dans
- Musik
- Scienceprofil med fördjupning i matematik och hållbar utveckling
- Hem- och konsumentkunskap
- Konst och design
- Musikproduktion

## Gymnasieskola
Folkungaskolan erbjuder följande gymnasieprogram:
- Samhällsvetenskapsprogrammet
- Samhällsvetenskapsprogrammet, med beteendevetenskaplig inriktning
- Samhällsvetenskapsprogrammet, med medieinriktning
- Samhällsvetenskapsprogrammet, med samhällsvetenskaplig inriktning
- Ekonomiprogrammet
- Ekonomiprogrammet, med juridisk inriktning
- Ekonomiprogrammet, med ekonomisk inriktning
- Estetiska programmet, med musikinrikning
- Estetiska programmet, med bild och konst inriktning

## Skolans motto
Skolans motto 2 + 2 = 5 är ett arv från S:t Larsskolan och var från början ett klotter vid skolans entré. Ska tolkas som - tillsammans är vi mer än summan av delarna.